# Omar Zoboli
Omar Zoboli (* 1953 in Modena) ist ein italienischer Oboist und war Professor an der Hochschule für Musik Basel.

## Ausbildung
Zoboli studierte Oboe bei Sergio Possidoni und Heinz Holliger sowie Barockoboe bei Paul Dombrecht. 1978 gewann er den 1. Preis beim Internationalen Musikwettbewerb Ancona und beim italienischen Rundfunkwettbewerb für junge Interpreten. Entscheidende Impulse erhielt er von Nikolaus Harnoncourt und Frans Brüggen.

## Wirken
Zoboli spielte Schallplatten mit Werken von Antonio Pasculli ein, trat bei Festivals auf und konzertierte weltweit mit Orchestern wie Orchestre de la Suisse Romande, Tonhalle-Orchester Zürich, Kammerorchester Basel, Radio Lugano, Italienischer Rundfunk RAI, Pomeriggi Musicali, Verdi Mailand, Radio Krakau am Warschauer Herbst und Rotterdam Philharmonic.
Neben seiner solistischen Tätigkeit widmet sich Omar Zoboli der Kammermusik, vom Barockensemble mit historischen Instrumenten bis zum großen modernen Bläser-Streicher-Ensemble. 1982 gründete er das Bläseroktett Ottetto Classico Italiano, mit dem er in ganz Europa auftrat.
Er hat Solo- und Kammermusik-Literatur aus drei Jahrhunderten in zahlreichen LPs und CDs eingespielt sowie ihm gewidmete Werke von Komponisten wie Sylvano Bussotti, Niccolò Castiglioni, Paul Glass, Éric Gaudibert, Francesco Hoch, Alessandro Lucchetti, Luca Mosca, Albert Moeschinger, Mario Pagliarani, Gianni Possio uraufgeführt.
Als Solo-Oboist hat Omar Zoboli im Rundfunk-Orchester Neapel, im Orchestra della Radio Svizzera Italiana in Lugano, im Sinfonie-Orchester St. Gallen und im Kammerorchester Basel gewirkt; mit Barock- und klassischen Oboen u. a. im Concentus Musicus Wien (Harnoncourt), im Giardino Armonico (Antonini), im Scintilla-Orchester Zürich und bei den Barocchisti (Diego Fasolis).
Seit 1991 tritt er mit eigenen Projekten auch als Dirigent von Orchestern und größeren Bläserensembles auf.

## Lehrtätigkeit
Er gibt regelmäßig Fortbildungskurse in England an der Royal College of Music in Kensington und Royal Academy of Music, in Spanien, Deutschland, Schweden, Italien, in der Tschechischen Republik, in der Schweiz, in China und in Südamerika.
Seit 1988 ist er Professor (Konzertausbildungsklasse Oboe sowie Kammermusik) an der Hochschule für Musik Basel.